# WHL0137-LS
WHL0137-LS còn được gọi Earendel (Ngôi sao Bình minh trong tiếng Anh cổ) là một ngôi sao thuộc chòm sao Kình Ngư. Đây là ngôi sao riêng biệt xa chúng ta nhất tính đến thời điểm khám phá, tháng 3 năm 2022, ở khoảng cách đồng chuyển động 28 tỉ năm ánh sáng.

## Quan sát
Sự khám phá ra Earendel bởi Kính viễn vọng Không gian Hubble được báo cáo vào ngày 30 tháng 3 năm 2022. Ngôi sao được phát hiện do hiệu ứng thấu kính hấp dẫn gây ra bởi sự hiện diện của một cụm thiên hà ở giữa nó và Trái Đất khuếch đại ánh sáng từ ngôi sao. Mô phỏng máy tính của hiệu ứng thấu kính chỉ ra rằng độ sáng của Earendel đã được khuếch đại lên 1000 đến 40000 lần. Ngôi sao có vị trí nằm trên một gợn sóng trong không-thời gian. Các ngày chụp sáng của Hubble là vào ngày 7 tháng 6 năm 2016, 17 tháng 7 năm 2016, 4 tháng 11 năm 2019, và 27 tháng 11 năm 2019.
Ngôi sao được đặt biệt hiệu Earendel bởi những người khám phá ra nó, lấy nguồn gốc từ tên tiếng Anh cổ cho 'ngôi sao bình minh' hay 'ánh sáng mọc lên'. Eärendil cũng là tên của một nhân vật loài half-elf, người đã đi quanh bầu trời với một viên châu báu rực rỡ sáng như một vì sao, trong bộ tuyển tập thần thoại sáng tác The Silmarillion của J. R. R. Tolkien; nhà thiên văn của NASA, Michelle Thaller, xác nhận rằng sự tham chiếu đến Tolkien là có chủ ý. Thiên hà chứa ngôi sao, WHL0137-zD1, được đặt biệt hiệu là "Sunrise Arc", hay "vòng cung Mặt Trời mọc", bởi thấu kính hấp dẫn uốn cong ánh sáng của nó thành một hình lưỡi liềm.
Các quan sát sâu xa hơn bởi Hubble và Kính viễn vọng Không gian James Webb đã được đề xuất để có thể xác định tốt hơn các thuộc tính của ngôi sao. Độ nhạy cao hơn của James Webb được mong đợi sẽ cho phép phân tích quang phổ sao của Earendel và xác định xem liệu nó có phải thực sự là một ngôi sao đơn. Phân tích quang phổ sẽ giúp phát hiện ra sự tồn tại của các nguyên tố nặng hơn hydro và heli, nếu có.

## Thuộc tính vật lý
Ánh sáng phát hiện được từ Earendel đã được phát ra lúc 900 triệu năm sau Vụ Nổ Lớn. Ngôi sao đã được xác định có độ dịch chuyển đỏ 62±01, điều này có nghĩa là ánh sáng từ Earendel tới Trái Đất 12,9 tỉ năm sau. Tuy nhiên, do sự dãn nở của vũ trụ, vị trí quan sát được của ngôi sao hiện tại là cách xa 28 tỉ năm ánh sáng. Ngôi sao xa nhất được phát hiện trước đây, MACS J1149 Lensed Star 1, có độ dịch chuyển đỏ 1,49.
Earendel có thể có khối lượng từ 50 đến 100 lần khối lượng Mặt Trời. Do khối lượng lớn của nó, ngôi sao có khả năng đã nổ tung trong một vụ nổ siêu tân tinh (supernova) chỉ một vài triệu năm sau khi hình thành. Nó có nhiệt độ hiệu dụng bề mặt khoảng 20.000 K (20.000 °C; 36.000 °F). Earendel có khả năng là một ngôi sao quần thể III, có nghĩa là nó hầu như không chứa nguyên tố nào ngoài hydro và heli nguyên thủy.